# سی‌تن، استرالیای جنوبی
سی‌تن (به انگلیسی: Seaton) یک حومه شهر در استرالیا است که در استرالیای جنوبی واقع شده‌است.